# Bécheresse
Bécheresse är en kommun i departementet Charente i regionen Nouvelle-Aquitaine i västra Frankrike. Kommunen ligger  i kantonen Blanzac-Porcheresse som ligger i arrondissementet Angoulême. År 2022 hade Bécheresse 292 invånare.

## Befolkningsutveckling
Antalet invånare i kommunen Bécheresse
Referens:INSEE